# خوسيه ميغيل ريبيرو
خوسيه ميغيل ريبيرو (بالبرتغالية: José Miguel Ribeiro‏) هو صانع أفلام برتغالي، ولد في 18 يناير 1966 في أمادورا في البرتغال.

## وصلات خارجية
- خوسيه ميغيل ريبيرو على موقع IMDb (الإنجليزية)
- خوسيه ميغيل ريبيرو على موقع قاعدة بيانات الفيلم (الإنجليزية)